# Tricholeon hirtellus
Tricholeon hirtellus är en insektsart som beskrevs av Peter Esben-Petersen 1925. 
Tricholeon hirtellus ingår i släktet Tricholeon och familjen myrlejonsländor. Inga underarter finns listade i Catalogue of Life.